# Xã Ben Lomond, Quận Sevier, Arkansas
Xã Ben Lomond (tiếng Anh: Ben Lomond Township) là một xã thuộc quận Sevier, tiểu bang Arkansas, Hoa Kỳ. Năm 2010, dân số của xã này là 233 người.